# Filip Mess
Filip Mess (* 1976) ist ein deutscher Sportwissenschaftler und Hochschullehrer.

## Leben
Mess schloss an der Universität Konstanz im Jahr 2003 ein Studium in den Fächern Sportwissenschaft, Mathematik und Erziehungswissenschaft ab. Seine von Alexander Woll betreute und 2007 an der Universität Konstanz angenommene Doktorarbeit trug den Titel „Sport als Medium zur organisationalen Sozialisation neuer Mitarbeiter?“ Seine Doktorarbeit wurde 2008 mit dem Karl-Hofmann-Publikationspreis für Dissertationen ausgezeichnet. Von 2012 bis 2014 war Mess an der Universität Konstanz als Vertretungsprofessor für Sozialwissenschaften des Sports tätig. 2014 schloss er am Karlsruher Institut für Technologie seine Habilitation ab und wurde anschließend an der Abteilung Sport und Bewegung des Instituts für Gesundheitswissenschaften der Pädagogischen Hochschule Schwäbisch Gmünd auf eine Professorenstelle für Sportwissenschaft und ihre Didaktik berufen. Mess verließ die Hochschule Ende September 2015 in Richtung München, wo er an der Technischen Universität eine Professur für Sport- und Gesundheitsdidaktik antrat.
Mess befasst sich in seiner sportwissenschaftlichen Tätigkeit insbesondere mit Bewegungsmöglichkeiten in der Schule und im Betrieb, mit Altern im Sport, der Arbeitsweise von Hockeytrainern und dem Zusammenhang von Mediennutzung und körperlicher Bewegung Jugendlicher. Zusammen mit Alexander Woll und Herbert Haag gab er 2010 das „Handbuch Evaluation im Sport“ heraus sowie im selben Jahr wiederum mit Haag die dritte überarbeitete Auflage des Werks „Einführung in das Studium der Sportwissenschaft: Berufsfeld-, Studienfach- und Wissenschaftsorientierung“.